# 1199 км (зупинний пункт)
1199 кілометр — пасажирський залізничний зупинний пункт Лиманської дирекції Донецької залізниці.
Розташований за кілька сот метрів від села Рибинське у Волноваському районі Донецької області на лінії Маріуполь-Порт — Волноваха між станціями Карань (16 км) та Волноваха (6 км).
На платформі зупиняються приміські електропоїзди.